# Lipotactes dorsaspina
Lipotactes dorsaspina is een rechtvleugelig insect uit de familie sabelsprinkhanen (Tettigoniidae). De wetenschappelijke naam van deze soort is voor het eerst geldig gepubliceerd in 2005 door Chang, Shi & Ran.